# Зульцбах-ан-дер-Мурр
Зульцбах-ан-дер-Мурр (нем. Sulzbach an der Murr) — община в Германии, в земле Баден-Вюртемберг.
Подчиняется административному округу Штутгарт. Входит в состав района Ремс-Мур. Население составляет 5311 человек (на 31 декабря 2010 года). Занимает площадь 40,11 км².